# Murcott
Murcott (gehandelt als Honigmandarine) ist eine hybride Züchtung aus Citrus tangerina und Süßapfelsine.
Murcott stammt aller Wahrscheinlichkeit nach aus einem Versuchsanbau des Landwirtschaftsministeriums der Vereinigten Staaten etwa um das Jahr 1916. Die Sorte ist nach Charles Murcott Smith benannt, der sie ab 1922 in Bayview (Pinellas County, Florida) anbaute.

## Sortenbeschreibung
Der Baum der Sorte Murcott wächst sehr gerade nach oben und bildet Zweige, die oft an den Enden durch starke Fruchtbildung gebogen werden und leicht brechen.
Murcott ist eine Zitrusfrucht (Hesperidium) mittleren Durchmessers mit rund 7,5 cm (2½ bis 3"), die im Mittel zwischen zwölf und 24 Kerne enthält. Ihre Schale ist von rötlich-oranger Farbe, die in milderen Wintern heller ausfallen kann. Das „Fruchtfleisch“ ist intensiv orange. Das Schälen ist verglichen mit anderen Zitrusfrüchten etwas schwieriger.
Sie wird weitgehend in Florida angebaut. Die Früchte erreichen ihre Reife zwischen Januar und März. Murcott kann von Zitrusschorf (Elsinoe fawcettii) und von Alternaria citri befallen werden.